# 约瑟夫·科顿
约瑟夫·科顿（英語：Joseph Cotten，1905年5月15日—1994年2月6日），美国演员。

## 生平
科顿出生于美国弗吉尼亚州。1930年他首次在百老汇上登台演出，此后陸續演出《费城故事》、《龙凤配》等。
1938年，科顿在奥森·威尔斯导演的短片《太多強森》中首登银幕。之后他又连续參與威尔斯导演的《大國民》（1941年）、《安柏逊大族》（1942年）、《长夜漫漫路迢迢》（1943年），并因而声名鹊起。他是1940年代好莱坞的当红男星之一，还演过《辣手摧花》（1943年）、《血洒香笺》（1945年）、《太阳浴血记》（1946年）、《珍妮的画像》（1948年）、《黑獄亡魂》（1949年）、《飞瀑怒潮》（1953年）等電影。他于1960年代后逐渐淡出影坛，不过晚年还曾在迈克尔·西米诺导演的《天堂之门》（1980年）中登场。
1981年，因腦中風而退出演藝生涯。1994年2月6日，科顿因肺炎於洛杉磯的自家中病逝，终年88岁。